# Spoorlijn Berlijn - Guben
De spoorlijn Berlijn - Guben, ook bekend onder de naam Niederschlesisch-Märkische Eisenbahn, is een Duitse spoorlijn tussen de hoofdstad Berlijn en de stad Guben aan de Duits/Poolse grens. De lijn is als spoorlijn 6153 onder beheer van DB Netze. Het traject was onderdeel van de spoorlijn tussen Berlijn en Breslau (vanaf 1945 Wrocław in Polen).

## Geschiedenis
De Berlin - Frankfurter Eisenbahn-Gesellschaft (BFEG) werd in 1842 door de Preußischen Staates opgericht. De BFEG werd in 1 augustus 1845 overgenomen door de Niederschlesisch-Märkische Eisenbahn-Gesellschaft. In 1852 werd de NME overgenomen door de staat Pruisen. De Deutschen Reichsbahn werd in 1920 opgericht.
Het traject tussen Berlijn en Frankfurt (Oder) werd door de Berlin - Frankfurter Eisenbahn-Gesellschaft op 23 oktober 1842 geopend.
Het traject tussen Guben en Frankfurt (Oder) werd door de Niederschlesisch-Märkische Eisenbahn-Gesellschaft op 1 september 1846 geopend.

## Treindiensten

### Deutsche Bahn
De Deutsche Bahn verzorgt het personenvervoer op dit traject met RE- / RB-treinen.
- RE1: Magdeburg – Berlijn – Frankfurt (Oder) – Eisenhüttenstadt
- RE11: Frankfurt (Oder) – Eisenhüttenstadt – Guben – Cottbus

#### S-Bahn van Berlijn
De S-Bahn, meestal de afkorting voor Stadtschnellbahn, soms ook voor Schnellbahn, is een in Duitsland ontstaan (elektrisch) treinconcept, welke het midden houdt tussen de Regionalbahn en de Stadtbahn. De S-Bahn maakt meestal gebruik van de normale spoorwegen om grote steden te verbinden met andere grote steden of forensengemeenten. De treinen rijden volgens een vaste dienstregeling met een redelijk hoge frequentie.
De S-Bahn van Berlijn rijdt op dit traject de volgende lijn:
- S3: Erkner ↔ Ostbahnhof: Erkner - Wilhelmshagen - Rahnsdorf - Friedrichshagen - Hirschgarten - Köpenick - Wuhlheide - Karlshorst - Betriebsbahnhof Rummelsburg - Rummelsburg - Ostkreuz - Warschauer Straße - Ostbahnhof

### Ostdeutsche Eisenbahn
De Ostdeutsche Eisenbahn GmbH (ODEG) verzorgt het personenvervoer op de aansluitende trajecten met RB treinen.
Sinds december 2004 tot december 2014:
- OE 36: (Berlin-Lichtenberg) – Berlin-Schöneweide – Königs Wusterhausen – Storkow – Beeskow – Frankfurt (Oder)
- OE 60: Berlin-Lichtenberg – Eberswalde – Frankfurt (Oder)

Sinds december 2007 tot december 2009:
- OE 35: (Berlin-Lichtenberg) – Fürstenwalde (Spree) – Bad Saarow-Pieskow

## Aansluitingen
In de volgende plaatsen was of is er een aansluiting van de volgende spoorwegmaatschappijen:

### Berlin Ostbahnhof
Het station Berlin Ostbahnhof werd in 1842 gebouwd als Frankfurter Bahnhof. De naam van het station werd in 1850 veranderd in Schlesischer Bahnhof en in de periode van de DDR tussen 1 december 1950 en 15 december 1987 vernoemd in Berlin Ostbahnhof en tussen 15 december 1987 en 24 mei 1998 vernoemd in Berlin Hauptbahnhof. Op 24 mei 1998 werd de naam veranderd in Berlin Ostbahnhof ook wel Alten Ostbahnhof genoemd.
- Berliner Stadtbahn spoorlijn en S-Bahn tussen Berlijn Charlottenburg via Berlijn Hauptbahnhof door het centrum naar Berlijn Ostbahnhof
- Ringbahn S-Bahn rond centrum van Berlijn
- Berliner Verkehrsbetriebe (BVG) stadstram in Centrum en het oostelijke deel van Berlijn

### Abzw. Wuhlheide
- Berliner Außenring spoorlijn rond Berlijn
- Berlin - Schönefeld Flughafen spoorlijn tussen Berlijn en Luchthaven Berlin-Schönefeld

### Fürstenwalde (Spree)
- Oderbruchbahn voormalige spoorlijn Fürstenwalde (Spree) - Hasenfelde - Dolgelin - Golzow - Wriezen
- Kreisbahn Beeskow - Fürstenwalde spoorlijn tussen Fürstenwalde (Spree) en Beeskow

### Frankfurt (Oder)
- Eberswalde - Frankfurt spoorlijn tussen Eberswalde en Frankfurt (Oder)
- Küstrin-Kietz - Frankfurt spoorlijn tussen Küstrin-Kietz en Frankfurt (Oder)
- Poznań - Frankfurt spoorlijn tussen Poznań en Frankfurt (Oder)
- Stadtverkehrsgesellschaft Frankfurt (Oder) (SVF) stadstram in Frankfurt (Oder)

### Finkenheerd
- Cybinka - Finkenheerd voormalige spoorlijn tussen Cybinka en Finkenheerd

### Guben
- Guben - Zbąszynek spoorlijn tussen Guben en Zbąszynek
- Cottbus - Guben spoorlijn tussen Cottbus en Guben
- Guben - Forst spoorlijn tussen Guben en Forst
- Guben - Wrocław voormalige spoorlijn tussen Guben en Wrocław Główny

## Elektrische tractie
Het traject van de S-Bahn van Berlijn werd geëlektrificeerd met een spanning van 800 volt gelijkstroom.
Het traject werd geëlektrificeerd met een spanning van 15.000 volt 16⅔ Hz wisselstroom.